# Sir Safety Umbria Volley Perugia 2012-2013
Questa voce raccoglie le informazioni riguardanti la Sir Safety Umbria Volley Perugia nelle competizioni ufficiali della stagione 2012-2013.

## Stagione
La stagione 2012-13 rappresenta per la Sir Safety Umbria Volley Perugia di Perugia la prima annata in Serie A1, conquistata con il primo posto nel campionato di Serie A2 2011-2012: confermati nella rosa i protagonisti della promozione come Vincenzo Tamburo, Nicola Daldello e Goran Vujević e rafforzandosi con il libero Andrea Giovi, i due neerlandesi Yannick van Harskamp e Floris van Rekom e il doppio acquisto dalla retrocessa Pallavolo Padova di Sebastian Schwarz ed Andrea Semenzato; al contempo vengono ceduti diversi giocatori, per lo più giovani, a squadre del campionato cadetto o di serie minore, eccetto Andrea Cesarini, ingaggiato dall'Altotevere Volley di San Giustino.
In campionato, dopo le prime due sconfitte con il Top Latina e il Trento Volley, la formazione perugina vince la prima partita, in trasferta, contro il New Mater Castellana Grotte, per 3-2, seguita poi nella giornata successiva dalla prima vittoria in casa: il girone di andata continua poi con il ritmo di una vittoria casalinga e una sconfitta esterna, portando la squadra all'ottavo posto in classifica e permettendole di qualificarsi per la Coppa Italia. Nel girone di ritorno la situazione invece sembra invertirsi, tanto che la Sir Safety conquista più vittorie in trasferta che tra le mura amiche: la stagione regolare si chiude con il sesto posto in classifica, posizionamento che consente l'accesso ai play-off scudetto; nei quarti di finale la squadra affronta la Pallavolo Piacenza, terza classificata in regular season, la quale, partendo già con una vittoria a tavolino, come da regolamento, vince anche le due gare in campo, eliminando la Sir Safety Umbria Volley Perugia.
L'ottavo posto al termine del girone di andata del campionato ha dato alla società umbra la qualificazione per la Coppa Italia: nei quarti di finale si è scontrata con la prima classificata, ossia la Trentino Volley, venendo sconfitta per 3-1 e quindi eliminata.

## Organigramma societario
Area direttiva
- Presidente: Gino Sirci
- Segreteria generale: Rosanna Rosati

Area organizzativa
- Direttore sportivo: Benedetto Rizzuto
- Dirigente: Egeo Baldassarri

Area tecnica
- Allenatore: Slobodan Kovač
- Allenatore in seconda: Carmine Fontana
- Scout man: Gianluca Carloncelli, Francesco Monopoli
- Responsabile settore giovanile: Romano Giannini

Area comunicazione
- Ufficio stampa: Simone Camardese
- Relazioni esterne: Rosanna Rosati

Area marketing
- Ufficio marketing: Maurizio Sensi
- Logistica: Piero Bizzarri

Area sanitaria
- Medico: Daniele Ceccarelli, Giuseppe Sabatino
- Preparatore atletico: Carlo Sati
- Fisioterapista: Armando Sciacca, Federico Sportellini
- Ortopedico: Giuliano Cerulli
- Massaggiatore: Emilio Giusti
- Radiologo: Massimo Bianchi

## Rosa
| N° | Nome                 | Ruolo | Data di nascita   | Nazionalità sportiva |
| -- | -------------------- | ----- | ----------------- | -------------------- |
| 1  | Aimone Alletti       | C     | 28 giugno 1988    | Italia               |
| 2  | Floris van Rekom     | S     | 8 maggio 1991     | Paesi Bassi          |
| 3  | Yannick van Harskamp | P     | 2 aprile 1986     | Paesi Bassi          |
| 4  | Nemanja Petrić       | S     | 28 luglio 1987    | Serbia               |
| 6  | Nicola Daldello      | P     | 6 maggio 1983     | Italia               |
| 7  | Andrea Giovi         | L     | 19 agosto 1983    | Italia               |
| 8  | Daniele Tomassetti   | C     | 7 agosto 1981     | Italia               |
| 10 | Sebastian Schwarz    | S     | 2 ottobre 1985    | Germania             |
| 11 | Vincenzo Tamburo     | O     | 1º ottobre 1985   | Italia               |
| 13 | Goran Vujević        | S     | 27 febbraio 1973  | Montenegro           |
| 14 | Thomas Edgar         | O     | 21 giugno 1989    | Australia            |
| 16 | Filippo Pochini      | L     | 13 novembre 1989  | Italia               |
| 17 | Andrea Semenzato     | C     | 12 settembre 1981 | Italia               |

## Mercato
| Acquisti | Acquisti             | Acquisti          | Acquisti   |
| R.       | Nome                 | da                | Modalità   |
| -------- | -------------------- | ----------------- | ---------- |
| C        | Aimone Alletti       | Segrate           | definitivo |
| O        | Thomas Edgar         | Corigliano Volley | definitivo |
| L        | Andrea Giovi         | Umbria            | definitivo |
| L        | Filippo Pochini      | Orvieto           | definitivo |
| S        | Sebastian Schwarz    | Padova            | definitivo |
| C        | Andrea Semenzato     | Padova            | definitivo |
| P        | Yannick van Harskamp | Maaseik           | definitivo |
| S        | Floris van Rekom     | Dynamo Apeldoorn  | definitivo |

| Cessioni | Cessioni           | Cessioni      | Cessioni   |
| R.       | Nome               | a             | Modalità   |
| -------- | ------------------ | ------------- | ---------- |
| S        | Alessandro Bartoli | Porto Ravenna | definitivo |
| S        | Filippo Belcecchi  | Loreto        | definitivo |
| P        | Luca Bucaioni      | Iglesias      | definitivo |
| L        | Andrea Cesarini    | Altotevere    | definitivo |
| C        | Francesco Corsini  | Matera Bulls  | definitivo |
| L        | Paolo Fusaro       | Clitunno      | definitivo |
| S        | Niccolò Lattanzi   | Marconi       | definitivo |
| C        | Matteo Zamagni     | Potentino     | definitivo |

## Risultati

### Serie A1

#### Girone di andata
| 1ª giornata - 7 ottobre 2012 PalaBianchini, Latina          | Top Volley Latina  | 3 - 0 | Sir Safety Perugia | 25-17, 25-18, 25-23               |
| 2ª giornata - 14 novembre 2012 PalaEvangelisti, Perugia     | Sir Safety Perugia | 0 - 3 | Trentino           | 21-25, 23-25, 20-25               |
| 3ª giornata - 21 ottobre 2012 PalaGrotte, Castellana Grotte | New Mater          | 2 - 3 | Sir Safety Perugia | 29-27, 17-25, 16-25, 25-19, 16-18 |
| 4ª giornata - 27 ottobre 2012 PalaEvangelisti, Perugia      | Sir Safety Perugia | 3 - 1 | BluVolley Verona   | 21-25, 25-23, 25-18, 25-18        |
| 5ª giornata - 4 novembre 2012 PalaEvangelisti, Perugia      | Sir Safety Perugia | 3 - 2 | Altotevere         | 25-20, 19-25, 21-25, 25-17, 15-11 |
| 6ª giornata - 11 novembre 2012 PalaFontescodella, Macerata  | Lube               | 3 - 0 | Sir Safety Perugia | 25-22, 25-14, 25-19               |
| 7ª giornata - 18 novembre 2012 PalaEvangelisti, Perugia     | Sir Safety Perugia | 3 - 1 | Modena             | 25-21, 25-22, 25-20               |
| 8ª giornata - 25 novembre 2012 PalaBanca, Piacenza          | Piacenza           | 3 - 1 | Sir Safety Perugia | 25-20, 22-25, 25-23, 25-21        |
| 9ª giornata - 2 dicembre 2012 PalaEvangelisti, Perugia      | Sir Safety Perugia | 3 - 0 | Robur Angelo Costa | 25-20, 25-21, 25-22               |
| 10ª giornata - 9 dicembre 2012 PalaValentia, Vibo Valentia  | Callipo            | 3 - 2 | Sir Safety Perugia | 25-18, 25-22, 25-22               |
| 11ª giornata - 16 dicembre 2012 PalaEvangelisti, Perugia    | Sir Safety Perugia | 3 - 0 | Piemonte           | 25-22, 25-22, 25-22               |

#### Girone di ritorno
| 12ª giornata - 22 dicembre 2012 PalaEvangelisti, Perugia | Sir Safety Perugia | 3 - 1 | Top Volley Latina  | 15-25, 25-19, 27-25, 25-23        |
| 13ª giornata - 6 gennaio 2013 PalaTrento, Trento         | Trentino           | 3 - 2 | Sir Safety Perugia | 25-19, 18-25, 25-20, 22-25, 15-10 |
| 14ª giornata - 13 gennaio 2013 PalaEvangelisti, Perugia  | Sir Safety Perugia | 3 - 1 | New Mater          | 25-19, 19-25, 25-17, 25-15        |
| 15ª giornata - 20 gennaio 2013 PalaOlimpia, Verona       | BluVolley Verona   | 0 - 3 | Sir Safety Perugia | 25-27, 21-25, 11-25               |
| 16ª giornata - 26 gennaio 2013 PalaKemon, San Giustino   | Altotevere         | 3 - 2 | Sir Safety Perugia | 22-25, 26-24, 28-26, 19-25, 15-13 |
| 17ª giornata - 3 febbraio 2013 PalaEvangelisti, Perugia  | Sir Safety Perugia | 0 - 3 | Lube               | 30-32, 22-25, 15-25               |
| 18ª giornata - 10 febbraio 2013 PalaPanini, Modena       | Modena             | 1 - 3 | Sir Safety Perugia | 19-25, 25-17, 21-25, 15-25        |
| 19ª giornata - 16 febbraio 2013 PalaEvangelisti, Perugia | Sir Safety Perugia | 1 - 3 | Piacenza           | 25-22, 21-25, 26-28, 24-26        |
| 20ª giornata - 24 febbraio 2013 PalaDeAndrè, Ravenna     | Robur Angelo Costa | 0 - 3 | Sir Safety Perugia | 14-25, 22-25, 20-25               |
| 21ª giornata - 3 marzo 2013 PalaEvangelisti, Perugia     | Sir Safety Perugia | 1 - 3 | Callipo            | 19-25, 11-25, 25-17, 21-25        |
| 22ª giornata - 10 marzo 2013 PalaBreBanca, Cuneo         | Piemonte           | 3 - 0 | Sir Safety Perugia | 25-22, 25-22, 27-25               |

#### Play-off scudetto
| Quarti di finale (gara 2) - 27 marzo 2013 PalaEvangelisti, Perugia | Sir Safety Perugia | 1 - 3 | Piacenza           | 17-25, 26-24, 19-25, 23-25 |
| Quarti di finale (gara 3) - 1º aprile 2013 PalaBanca, Piacenza     | Piacenza           | 3 - 0 | Sir Safety Perugia | 25-16, 29-27, 25-16        |

### Coppa Italia

#### Fase a eliminazione diretta
| Quarti di finale - 26 dicembre 2012 PalaTrento, Trento | Trentino | 3 - 1 | Sir Safety Perugia | 25-16, 25-18, 21-25, 25-17 |

## Statistiche

### Statistiche di squadra
| Competizione | Punti | In casa | In casa | In casa | In trasferta | In trasferta | In trasferta | Totale | Totale | Totale |
| Competizione | Punti | G       | V       | P       | G            | V            | P            | G      | V      | P      |
| ------------ | ----- | ------- | ------- | ------- | ------------ | ------------ | ------------ | ------ | ------ | ------ |
| Serie A1     | 33    | 12      | 7       | 5       | 12           | 4            | 8            | 24     | 11     | 13     |
| Coppa Italia | -     | 0       | 0       | 0       | 1            | 0            | 1            | 1      | 0      | 1      |
| Totale       | -     | 12      | 7       | 5       | 13           | 4            | 9            | 25     | 11     | 14     |

G = partite giocate; V = partite vinte; P = partite perse

### Statistiche dei giocatori
| Giocatore       | Serie A1 | Serie A1 | Serie A1 | Serie A1 | Serie A1 | Coppa Italia | Coppa Italia | Coppa Italia | Coppa Italia | Coppa Italia | Totale | Totale | Totale | Totale | Totale |
| Giocatore       | P        | PT       | AV       | MV       | BV       | P            | PT           | AV           | MV           | BV           | P      | PT     | AV     | MV     | BV     |
| --------------- | -------- | -------- | -------- | -------- | -------- | ------------ | ------------ | ------------ | ------------ | ------------ | ------ | ------ | ------ | ------ | ------ |
| A. Alletti      | 23       | 132      | 84       | 38       | 10       | 0            | 0            | 0            | 0            | 0            | 23     | 132    | 84     | 38     | 10     |
| N. Daldello     | 23       | 32       | 13       | 14       | 5        | 1            | 0            | 0            | 0            | 0            | 24     | 32     | 13     | 14     | 5      |
| T. Edgar        | 23       | 100      | 84       | 12       | 4        | 1            | 8            | 8            | 0            | 0            | 24     | 108    | 92     | 12     | 4      |
| A. Giovi        | 24       | 2        | 1        | 1        | -        | 1            | -            | -            | -            | -            | 25     | 2      | 1      | 1      | -      |
| N. Petrić       | 24       | 378      | 329      | 30       | 19       | 1            | 13           | 12           | 0            | 1            | 25     | 391    | 341    | 30     | 20     |
| F. Pochini      | 2        | -        | -        | -        | -        | 0            | -            | -            | -            | -            | 2      | -      | -      | -      | -      |
| S. Schwarz      | 21       | 71       | 59       | 9        | 3        | 1            | 8            | 8            | 0            | 0            | 22     | 79     | 67     | 9      | 3      |
| A. Semenzato    | 22       | 121      | 62       | 44       | 15       | 1            | 2            | 2            | 0            | 0            | 23     | 123    | 64     | 44     | 15     |
| V. Tamburo      | 24       | 246      | 219      | 20       | 8        | 1            | 4            | 4            | 0            | 0            | 25     | 250    | 224    | 20     | 8      |
| D. Tomassetti   | 15       | 58       | 38       | 18       | 2        | 1            | 13           | 9            | 3            | 1            | 16     | 71     | 47     | 21     | 3      |
| Y. van Harskamp | 22       | 12       | 6        | 2        | 4        | 1            | 2            | 1            | 0            | 1            | 23     | 14     | 7      | 2      | 5      |
| F. van Rekom    | 1        | 0        | 0        | 0        | 0        | 0            | 0            | 0            | 0            | 0            | 1      | 0      | 0      | 0      | 0      |
| G. Vujević      | 24       | 216      | 181      | 16       | 19       | 1            | 1            | 1            | 0            | 0            | 25     | 217    | 182    | 16     | 19     |

P = presenze; PT = punti totali; AV = attacchi vincenti; MV = muri vincenti; BV = battute vincenti